# Irina Selyutina
Irina Selyutina (née le 7 novembre 1979 à Alma-Ata) est une joueuse de tennis kazakhe, professionnelle de la fin des années 1990 à 2003. En 1997, elle a été championne du monde junior en double filles aux côtés de Cara Black.
Pendant sa carrière, elle a remporté trois titres WTA, tous en double et avec autant de partenaires différentes.

## Palmarès

### Titres en double dames
| No | Date       | Nom et lieu du tournoi            | Catégorie | Dotation  | Surface      | Partenaire         | Finalistes                            | Score     |          |
| -- | ---------- | --------------------------------- | --------- | --------- | ------------ | ------------------ | ------------------------------------- | --------- | -------- |
| 1  | 03-05-1999 | Warsaw Cup by Heros Varsovie      | Tier IVb  | 112 500 $ | Terre (ext.) | Cătălina Cristea   | Amélie Cocheteux Janette Husárová     | 6-1, 6-2  | Parcours |
| 2  | 06-01-2002 | Canberra Women’s Classic Canberra | Tier V    | 110 000 $ | Dur (ext.)   | Nannie De Villiers | Samantha Reeves Adriana Serra Zanetti | 6-2, 6-3  | Parcours |
| 3  | 01-04-2002 | Porto Open Porto                  | Tier IV   | 140 000 $ | Terre (ext.) | Cara Black         | Kristie Boogert Magüi Serna           | 7-66, 6-4 | Parcours |

### Finales en double dames
| No | Date       | Nom et lieu du tournoi            | Catégorie | Dotation  | Surface      | Vainqueures                  | Partenaire         | Score         |          |
| -- | ---------- | --------------------------------- | --------- | --------- | ------------ | ---------------------------- | ------------------ | ------------- | -------- |
| 1  | 12-06-2000 | DFS Classic Birmingham            | Tier III  | 170 000 $ | Gazon (ext.) | Rachel McQuillan Lisa McShea | Cara Black         | 6-3, 7-65     | Parcours |
| 2  | 09-09-2002 | Big Island Championships Waikoloa | Tier IV   | 140 000 $ | Dur (ext.)   | Meilen Tu María Vento-Kabchi | Nannie De Villiers | 1-6, 6-2, 6-3 | Parcours |

## Parcours en Grand Chelem

### En simple dames
| Année | Open d'Australie | Open d'Australie | Internationaux de France | Internationaux de France | Wimbledon       | Wimbledon | US Open | US Open |
| 2002  | 1er tour (1/64)  | Jennifer Hopkins | 1er tour (1/64)          | Mary Pierce              | 1er tour (1/64) | Gréta Arn | -       | -       |

À droite du résultat, l’ultime adversaire.

### En double dames
| Année | Open d'Australie            | Open d'Australie           | Internationaux de France    | Internationaux de France   | Wimbledon                   | Wimbledon                 | US Open                     | US Open                    |
| ----- | --------------------------- | -------------------------- | --------------------------- | -------------------------- | --------------------------- | ------------------------- | --------------------------- | -------------------------- |
| 1998  | -                           | -                          | -                           | -                          | 1er tour (1/32) Cara Black  | Yayuk Basuki Caroline Vis | 1er tour (1/32) Cara Black  | F. Labat D. Monami         |
| 1999  | 1er tour (1/32) Cara Black  | Nicole Arendt M. Bollegraf | 1er tour (1/32) Cara Black  | C. Martínez P. Tarabini    | 2e tour (1/16) Cara Black   | F. Labat D. Monami        | 1er tour (1/32) Cara Black  | K. Guse K. Radford         |
| 2000  | 1er tour (1/32) Cara Black  | S. Appelmans Rita Grande   | 2e tour (1/16) Cara Black   | Nicole Arendt M. Bollegraf | 1er tour (1/32) Cara Black  | S. Williams V. Williams   | 3e tour (1/8) Tina Križan   | Julie Halard Ai Sugiyama   |
| 2001  | 2e tour (1/16) Tina Križan  | Åsa Svensson M. Maleeva    | 1er tour (1/32) Tulyaganova | Eva Bes T. Poutchek        | 1er tour (1/32) T. Musgrave | Kimberly Po N. Tauziat    | 1er tour (1/32) De Villiers | Kimberly Po N. Tauziat     |
| 2002  | 1er tour (1/32) De Villiers | Janet Lee W. Prakusya      | 1er tour (1/32) De Villiers | N. Dechy Meilen Tu         | 3e tour (1/8) De Villiers   | Cara Black Likhovtseva    | 1er tour (1/32) De Villiers | Nicole Arendt Liezel Huber |
| 2003  | 1er tour (1/32) Lisa McShea | D. Hantuchová Shaughnessy  | 1er tour (1/32) Lisa McShea | C. Barclay R. McQuillan    | 1er tour (1/32) Lisa McShea | L. Davenport Lisa Raymond | -                           | -                          |

Sous le résultat, la partenaire ; à droite, l’ultime équipe adverse.

### En double mixte
| Année | Open d'Australie             | Open d'Australie         | Internationaux de France     | Internationaux de France | Wimbledon                  | Wimbledon                 | US Open                   | US Open                |
| ----- | ---------------------------- | ------------------------ | ---------------------------- | ------------------------ | -------------------------- | ------------------------- | ------------------------- | ---------------------- |
| 1999  | -                            | -                        | 3e tour (1/8) D. Orsanic     | L. Neiland Rick Leach    | 1er tour (1/32) Lan Bale   | V. Williams J. Gimelstob  | 1er tour (1/16) Cyril Suk | Kimberly Po D. Johnson |
| 2000  | 1er tour (1/16) Wayne Black  | Caroline Vis J. de Jager | 1er tour (1/32) P. Tramacchi | J. Husárová David Rikl   | 1er tour (1/32) J. Stark   | Paola Suárez Dušan Vemić  | -                         | -                      |
| 2001  | 1er tour (1/16) Michael Hill | C. Wheeler Paul Hanley   | -                            | -                        | -                          | -                         | -                         | -                      |
| 2002  | -                            | -                        | -                            | -                        | 2e tour (1/16) Wayne Black | Åsa Svensson J. Landsberg | -                         | -                      |

Sous le résultat, le partenaire ; à droite, l’ultime équipe adverse.

## Classements WTA en fin de saison

### En simple
| Année | 1997 | 1998 | 1999 | 2000 | 2001 | 2002 | 2003 |
| Rang  | 301  | 179  | 198  | 191  | 97   | 188  | 519  |

Source : (en) « Classements de Irina Selyutina », sur le site officiel du WTA Tour

### En double
| Année | 1997 | 1998 | 1999 | 2000 | 2001 | 2002 | 2003 |
| Rang  | 159  | 79   | 54   | 31   | 85   | 66   | 172  |

Source : (en) « Classements de Irina Selyutina », sur le site officiel du WTA Tour